# The Bee Gees Sing and Play 14 Barry Gibb Songs
The Bee Gees Sing and Play 14 Barry Gibb Songs è il primo album dei Bee Gees, pubblicato nel novembre 1965.
Il debutto internazionalmente del gruppo sarebbe comunque avvenuto soltanto due anni dopo, con l'album successivo Bee Gees 1st.

## Tracce
- Lato A

1. I Was a Lover, a Leader of Men (Barry Gibb) - 3:31
2. I Don't Think It's Funny - 2:54
3. How Love Was True - 2:17
4. To Be or Not to Be (Barry Gibb) - 2:14
5. Timber! (Barry Gibb) - 1:47
6. Claustrophobia (Barry Gibb) - 2:14
7. Could It Be (Barry Gibb) - 2:05

- Lato B

1. And the Children Laughing (Barry Gibb) - 3:21
2. Wine and Women (Barry Gibb) - 2:52
3. Don't Say Goodbye (Barry Gibb) - 2:23
4. Peace of Mind (Barry Gibb) - 2:17
5. Take Hold of That Star (Barry Gibb) - 2:42
6. You Wouldn't Know (Barry Gibb) - 2:12
7. Follow The Wind (Barry Gibb) - 2:10

## Formazione
- Barry Gibb - voce, cori, chitarra ritmica
- Robin Gibb - voce, cori, organo Hammond, melodica
- Maurice Gibb - voce, cori, chitarra